# Guerra de los Ocho Santos
La guerra de los Ocho Santos (1375-1378) fue un conflicto entre el papa Gregorio XI y una coalición de ciudades-estado italianas liderada por Florencia, que contribuyó al fin del papado de Aviñón.

## Causas

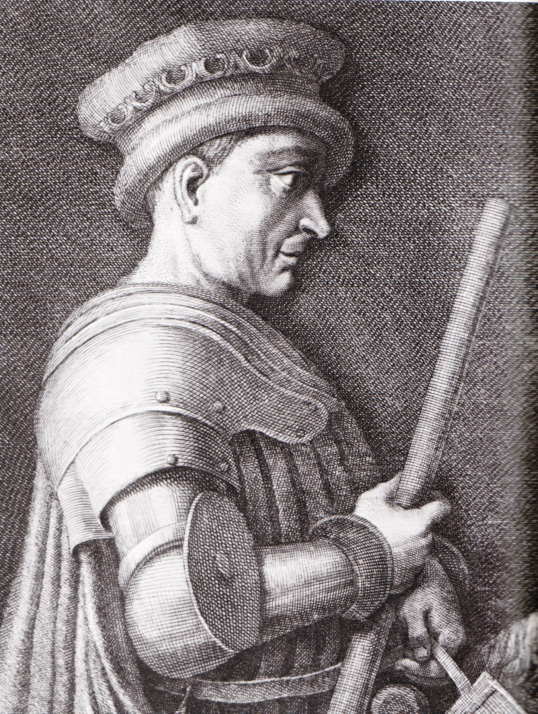
John Hawkwood, condotiero papal en las guerras de Gregorio XI contra Milán.

Las causas de la guerra se encuentran en asuntos interrelacionados: la oposición florentina a la expansión de los Estados Pontificios en Italia central (que los papas de Aviñón habían establecido como condición para su retorno) y la antipatía hacia la parte guelfa en la República de Florencia. Específicamente, Florencia temía en el otoño de 1372 que Gregorio XI intentara volver a ocupar una franja de territorio cerca de Lunigiana, que Florencia había conquistado de Bernabé Visconti, y que Ubaldini podría cambiar su lealtad de Florencia al papa.
Gregorio XI también albergaba varias quejas contra Florencia por su negativa a ayudarlo directamente en su guerra contra los Visconti de Milán. Cuando la guerra de Gregorio XI contra Milán terminó en 1375, muchos florentinos temieron que el papa dirigiría su atención militar hacia la Toscana; por ello, Florencia sobornó al principal comandante militar de Gregorio XI, el condotiero John Hawkwood, con 130 000 florines, extraídos del clero local, obispos, abadías, monasterios y otras instituciones eclesiásticas, por un comité de ocho miembros nombrado por la Signoria de Florencia, los otto dei preti. Hawkwood también recibió un salario anual de 600 florines por los siguientes cinco años y una pensión anual vitalicia de 1200 florines.
Los mercenarios transalpinos utilizados por Gregorio XI contra Milán, ahora desempleados, fueron a menudo una fuente de fricción y conflicto en los pueblos papales.

## Desarrollo del conflicto

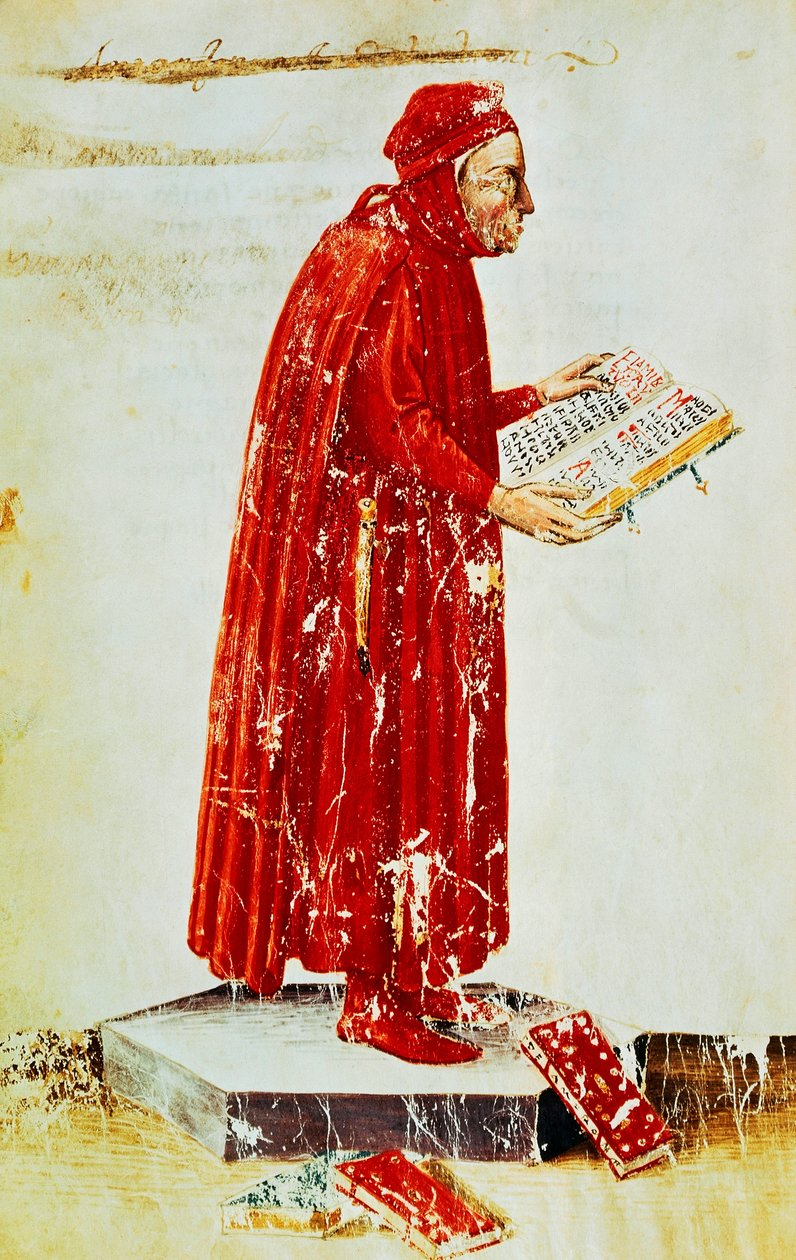
Coluccio Salutati, canciller de Florencia durante la guerra.

Florencia formó una alianza con Milán en julio de 1375, inmediatamente antes del estallido de la guerra, y la ejecución de la guerra fue totalmente delegada a un comité de ocho miembros nombrados por la Signoria de Florencia: los otto della guerra.
Florencia incitó una revuelta en los Estados Pontificios en 1375. Los agentes florentinos fueron enviados a más de cuarenta ciudades en los Estados Pontificios —incluyendo Boloña, Perugia, Orvieto y Viterbo— para promover la rebelión. Muchos de ellos solo habían sido sometidos a la autoridad papal gracias a los esfuerzos del cardenal Gil Álvarez de Albornoz. El canciller de Florencia, el humanista Coluccio Salutati, difundió cartas públicas en las que urgía a las ciudades a rebelarse contra el gobierno papal «tiránico» y «corrupto», para retornar al republicanismo all'antica.

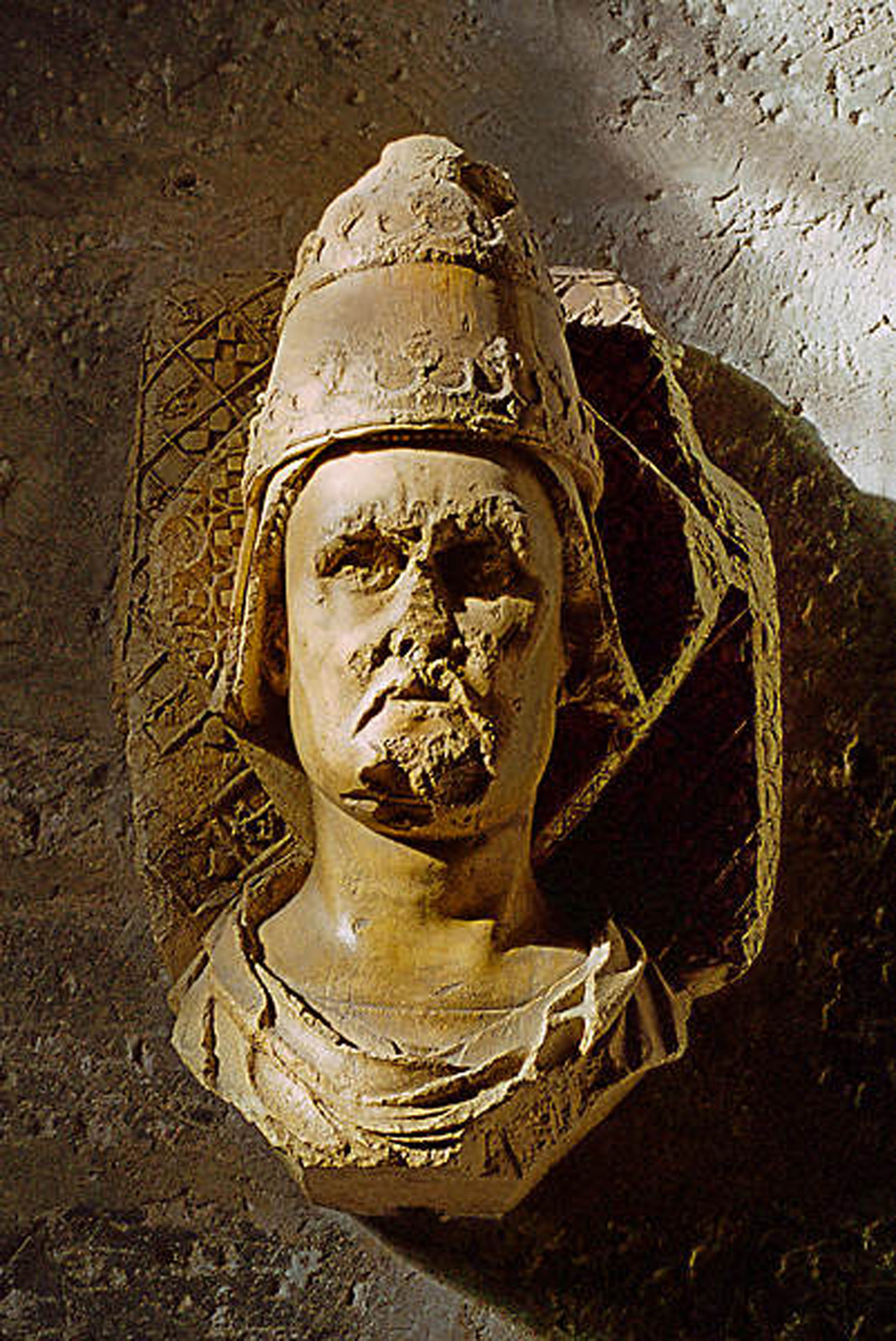
Roberto de Ginebra, el futuro papa de Aviñón Clemente VII, comandó las fuerzas pontificias desde 1377.

El papa Gregorio XI excomulgó a todos los miembros del gobierno de Florencia y colocó a la ciudad bajo entredicho el 31 de marzo de 1376, con lo cual prohibió los servicios religiosos en Florencia, legalizó el arresto y la esclavización de florentinos y la confiscación de sus propiedades a lo largo de Europa. Inicialmente, antes que intentar desobedecer el entredicho, los florentinos organizaron procesiones extra-eclesiásticas (incluyendo flagelantes) y cofradías, incluyendo el resurgimiento de grupos tales como los Fraticelli, que habían sido previamente considerados heréticos. El edificio de la inquisición florentina fue destruido y la Signoria abandonó restricciones legales a la usura y otras prácticas atacadas por las (ya desaparecidas) cortes eclesiásticas;
En octubre de 1377, el gobierno de Florencia forzó al clero a reanudar los servicios religiosos, lo que ocasionó que el obispo de Florencia Angelo Ricasoli y el obispo de Fiesole Neri Corsini huyeran del territorio florentino. Las fuertes multas y confiscaciones emitidas por la Signoria a los prelados que abandonaban sus cargos, la «liquidación más extensa de un patrimonio eclesiástico intentada en Europa antes de la Reforma Protestante» podría haber sido motivada para pagar por un conflicto cada vez más caro. El costo total de la guerra para Florencia llegaría aproximadamente a 2,5 millones de florines.
Como resultado de las sanciones económicas de Gregorio XI, comerciantes de la diáspora florentina fueron perjudicados económicamente a lo largo de Europa, en particular, los banqueros Alberti en Aviñón, aunque el entredicho fue ignorado por muchos, incluyendo Carlos V de Francia.
Hawkwood honró su acuerdo con los florentinos de no entrar en guerra en Toscana. Así, se limitó a debelar varias rebeliones al interior de los Estados Pontificios; en 1377, Hawkwood abandonó por completo a Gregorio XI y se unió a la coalición anti-pontificia. Otros condottieri de Gregorio XI también limitaron sus actividades a Romaña, en particular, saquearon Cesena en febrero de 1377. En la primavera de 1377, mercenarios papales recapturaron Boloña, que hasta entonces había sido un aliado florentino clave.
En 1377, el cardenal Roberto de Ginebra (futuro papa de Aviñón Clemente VII) comandó el ejército de Gregorio XI en un intento por aplastar la revuelta y el propio Gregorio XI regresó a Italia para asegurar sus posesiones romanas, con lo cual puso fin de facto al papado de Aviñón. Gregorio XI llegó a Roma en enero de 1378 tras una travesía difícil que incluyó un naufragio y falleció allí en marzo de ese mismo año.

## Resolución
La guerra terminó con un tratado de paz firmado en Tívoli en julio de 1378, negociado por el papa Urbano VI tras la muerte de Gregorio XI y con el inicio del Cisma de Occidente. De acuerdo al tratado, Florencia debía pagar al papa 200 000 florines (en contraste con el requerimiento original del papa Gregorio XI de una compensación de un millón de florines), la revocación de todas las leyes creadas contra la Iglesia por parte del gobierno secular y la restauración de todas las propiedades confiscadas o saqueadas del clero. A cambio, el papa debía revocar el entredicho impuesto a Florencia y enmendar la condición disminuida de la comunidad eclesiástica de Florencia.

## Los Ocho Santos

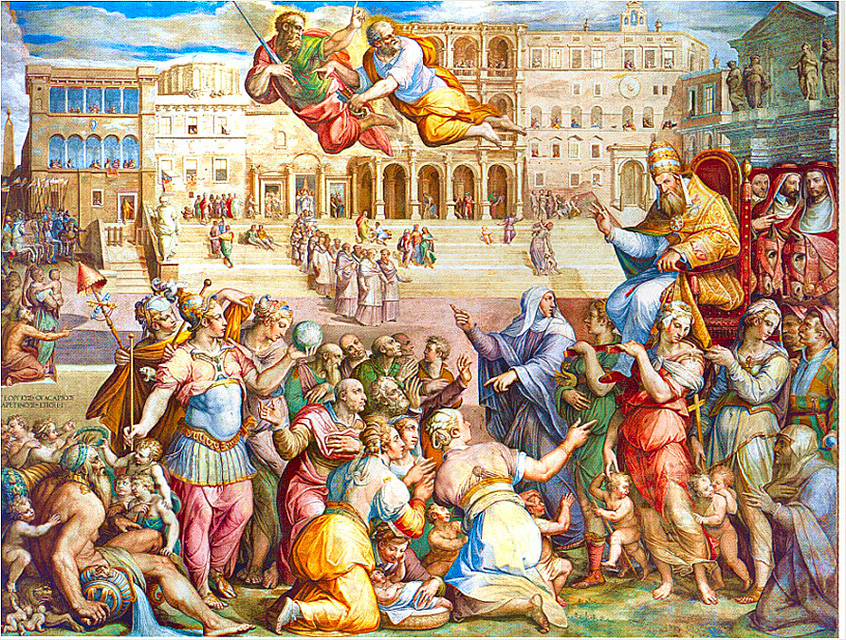
La bula de excomunión emitida por el papa Gregorio XI se refería a los «Ocho Santos» como los «Ochos sacerdotes».

Los Ocho Santos (del italiano: otto di santi) puede referirse a los ocho miembros de la balía nombrada por la Signoria de Florencia durante la guerra. Cuando Florencia arregló un pacto de no agresión con Hawkwood a un costo de 130 000 florines, una comisión especial de ocho ciudadanos fue creada para recaudar un impuesto sobre el clero de Florencia y Fiesole para cubrir esa suma. Posteriormente, se creó un segundo consejo de ocho hombres para que realizara los arreglos militares y diplomáticos necesarios para llevar a cabo una guerra contra el papa.
La identidad del grupo de los Ocho Santos siguió siendo un tema controvertido. La denominación más ampliamente aceptada por académicos para los miembros del comité es los «otto di santi», aunque algunos argumentas que otto di santi se refiere al consejo de guerra y no al consejo recaudador. La primera referencia histórica a los Ocho de la guerra (del italiano: otto della guerra) como los otto santi ocurrió en 1445 con la crónica del historiador florentino Domenico Buoninsegni; no aparece en los relatos de contemporáneos de la guerra, tales como Leonardo Bruni o Giovanni Morelli. Buoninsegni aplicó la apelación usada en agosto de 1378 para referirse al grupo de ocho miembros (Gli Otto Santi del Popolo di Dio) formado por la revuelta Ciompi, inmediatamente después de la Guerra de los Ocho Santos a los otto della guerra. En contraste, el apelativo es empleado en la bula papal del 31 de marzo de 1376 para referirse a los otto dei preti (el comité recaudador, literalmente los «ocho sacerdotes»).
Los otto dei preti, nombrados el 7 de julio de 1375, para recaudar los impuestos del clero para cubrir el costo del pacto de no agresión incluían a:
| - Matteo Malefici - Antonio di Forese Sacchetti - Bardo di Guglielmo Altoviti - Salvi Filippo Salvi | - Giovanni d'Angiolo Capponi - Antonio di Filippo Tolosini - Recco di Guido Guaza - Michele di Puccio |

Los otto della guerra (consejo de la guerra) fueron nombrados el 14 de agosto de 1376 y consistieron de cuatro representantes de los gremios y cuatro miembros de la nobleza.
| Representantes de los gremios mayores - Giovanni Dini - Especias - Guccio Gucci - Manufacturas de telas de lana Representantes de los gremios menores - Matteo Soldi - Vino al por menor - Giovanni di Mone - Manufactura de granos | Miembros de la elite florentina - Alessandro de' Bardi - Giovanni Magalotti - Andrea Salvati - Tommaso Strozzi |